# Scrancia ioptila
Scrancia ioptila är en fjärilsart som beskrevs av Pierre E.L. Viette 1955. Scrancia ioptila ingår i släktet Scrancia och familjen tandspinnare. Inga underarter finns listade.